# Сьєрравілл (Каліфорнія)
Сьєрравілл (англ. Sierraville) — переписна місцевість (CDP) в США, в окрузі Сьєрра штату Каліфорнія. Населення — 239 осіб (2020).

## Географія
Сьєрравілл розташований за координатами 39°34′30″ пн. ш. 120°21′53″ зх. д. / 39.57500° пн. ш. 120.36472° зх. д. (39.575082, -120.364720).  За даними Бюро перепису населення США в 2010 році переписна місцевість мала площу 13,00 км², з яких 13,00 км² — суходіл та 0,00 км² — водойми.

## Демографія
Згідно з переписом 2010 року, у переписній місцевості мешкало 200 осіб у 95 домогосподарствах у складі 59 родин. Густота населення становила 15 осіб/км².  Було 136 помешкань (10/км²).
Расовий склад населення:
| - 93,5 % — білих - 1,0 % — чорних або афроамериканців - 5,0 % — осіб інших рас |

До двох чи більше рас належало 0,5 %. Частка іспаномовних становила 8,0 % від усіх жителів.
За віковим діапазоном населення розподілялося таким чином: 10,5 % — особи молодші 18 років, 67,0 % — особи у віці 18—64 років, 22,5 % — особи у віці 65 років та старші. Медіана віку мешканця становила 52,6 року. На 100 осіб жіночої статі у переписній місцевості припадало 117,4 чоловіків;  на 100 жінок у віці від 18 років та старших — 113,1 чоловіків також старших 18 років.
Цивільне працевлаштоване населення становило 13 особи. Основні галузі зайнятості: публічна адміністрація — 100,0 %.